# Caamembeca warmingiana
Caamembeca warmingiana är en jungfrulinsväxtart som först beskrevs av Alfred William Bennett, och fick sitt nu gällande namn av J.F.B.Pastore. Caamembeca warmingiana ingår i släktet Caamembeca och familjen jungfrulinsväxter. Inga underarter finns listade i Catalogue of Life.